# Jari Villanueva
Jari A. Villanueva is een Amerikaans componist, dirigent, muziekpedagoog, flügelhoornist en trompettist.

## Leven
Villanueva studeerde muziek aan het Peabody Conservatory of Music in Baltimore en aan de Staatsuniversiteit van Kent (KSU), in Kent, Ohio. Hij was muziekleraar in Baltimore, Maryland en aan het Goucher College en het Loyola College.
Als trompetter was hij lid van verschillende orkesten, zoals het Baltimore Symphony Orchestra, Annapolis Symphony Orchestra, het orkest van de Baltimore Opera Company en verzorgde als solist een groot aantal huwelijksfeestelijkheden. Als dirigent werkte hij voor het Dundalk Community Theater, Catonsville Summer Theater, het Young Victorian Theater en The Peabody Ragtime Ensemble. 
Hij is lid en Master Sergeant van de United States Air Force Band op de Bolling Air Force Base in Washington, D.C.. Bekend is hij in de Verenigde Staten als historicus van "signalen" voor bugel in de Amerikaanse strijdkrachten sinds de burgeroorlog. Tijdens de uitvaart van President John F. Kennedy van Smithsonian naar de Arlington National Cemetery speelde hij de signalen op de bugel. Van 1999 tot 2002 was hij curator van de Taps Bugle Exhibition op de Arlington National Cemetery. 
Sinds 1998 is hij hoogleraar aan de University of Maryland, Baltimore County (UMBC)) en dirigent van de Down and Dirty Dog Band (The UMBC Pep Band), The UMBC Jazz Ensemble-Big Band en The UMBC Concert Band. Villanueva is medeoprichter van The Federal City Brass Band, die uitzonderlijk op instrumenten uit de 19e eeuw speelt. 
Als componist schreef hij muziek voor harmonieorkest, brassband, koperensemble en koperkwintet.

## Composities

### Werken voor harmonieorkest
- Goin’ Home
- Honor With Dignity
- The Music From Titanic (the movie)
- American Revolutionary War Medley
- Overture from H.M.S. Pinafore

### Kamermuziek
- An American Revolutionary Civil War Medley, voor koperkwintet
- Armed Forces Salute
- Civil War Brass Journal, voor koperkwintet

## Publicaties
- Jari A. Villanueva: Twenty-four Notes That Tap Deep Emotions: The Story of America’s Most Famous Bugle Call.